# Ulrich Wohlgenannt
Ulrich Wohlgenannt (* 1. August 1994) ist ein österreichischer Skispringer.

## Werdegang
Wohlgenannt, der für den SK Kehlegg-Vorarlberg startet und am Nordischen Ausbildungszentrum Eisenerz trainiert, gab sein internationales Debüt bei Juniorenspringen 2008 und 2009. Im Dezember 2009 startete der Österreicher in Seefeld erstmals im Alpencup. Nur wenige Wochen später gab er in Lauscha sein Debüt im FIS-Cup. Im März 2010 sprang er in Eisenerz bei den Junioren-Springen im Einzel wie auch im Teamspringen aufs Podest. Im September und Oktober 2010 landete er in Kranj und Oberstdorf in vier Wettbewerben des Alpencups unter den besten Zehn.
Am 29. Januar 2011 sprang Wohlgenannt in Bischofshofen erstmals im Skisprung-Continental-Cup und sammelte als 23. auf Anhieb seine ersten Continental-Cup-Punkte. Beim Europäischen Olympischen Jugendfestival 2011 in Liberec gewann er im Einzel auf der Normalschanze die Silbermedaille. Mit der Mannschaft verpasste er eine weitere Medaille im Teamspringen und landete auf Platz vier. Im September kam Wohlgenannt in Klingenthal erneut im Continental Cup zum Einsatz, verpasste diesmal aber in beiden Springen die Punkteränge. Daraufhin verblieb er auch weiterhin im C-Kader und sprang weiter im Alpen- und im FIS-Cup. Dabei erreichte er mit dem zweiten Platz auf der W90-Mattensprunganlage in Ramsau am Dachstein sein erstes Alpencup-Podium. Im FIS-Cup sprang er im Januar 2012 in Predazzo ebenfalls zweimal aufs Podest.
Bei den Nordischen Junioren-Skiweltmeisterschaften 2012 im türkischen Erzurum sprang Wohlgenannt im Einzel auf Rang 18, bevor er im Teamspringen gemeinsam mit Christoph Stauder, Stefan Kraft  und Lukas Müller die Bronzemedaille gewann. Wenige Tage später erreichte er zwei zweite Plätze beim Alpencup-Springen in Chaux-Neuve. Daraufhin reiste er mit dem B-Kader zum Saisonabschluss in Kuopio und sprang dabei zweimal in die Punkteränge. Im Sommer feierte er einen weiteren Podestrang im Rahmen des Alpencups von Einsiedeln. Am 29. November 2011 stürzte Wohlgenannt bei einem Trainingssprung schwer und zog sich dabei eine Fraktur des siebten Brustwirbels zu. Daraufhin musste er mehrere Wochen pausieren. Erst im März 2013 kam er zurück in den B-Kader und startete in Liberec im Rahmen des Continental Cups. In beiden Springen scheiterte er in Durchgang eins. Zuvor hatte er bei den Österreichischen Juniorenmeisterschaften in Raumsau am Dachstein die Bronzemedaille gewonnen. Im August feierte er seinen ersten FIS-Cup-Sieg auf der Puijo-Schanze in Kuopio. Nachdem er an den beiden folgenden Tagen an gleicher Stelle auch im Continental Cup Punkte gewinnen konnte, startete er in Courchevel erstmals im Rahmen des Skisprung-Grand-Prix. Nach Platz neun im Teamspringen landete er dabei im Einzel auf dem 44. Platz. Nachdem er in Einsiedeln ebenfalls die Qualifikation geschafft hatte und nur knapp am zweiten Durchgang gescheitert war, bekam er im September einen festen Platz im österreichischen B-Kader.
Nachdem Wohlgenannt in den ersten Continental-Cup-Springen des Winters 2013/14 nicht in die Punkteränge springen konnte, ging er wieder in den Alpencup zurück. Bei den Nordischen Junioren-Skiweltmeisterschaften 2014 im Val di Fiemme landete er im Einzel nur auf Rang 24, konnte aber im Teamspringen mit seinen Mannschaftskollegen die Silbermedaille gewinnen. Im September 2014 wechselte Wohlgenannt erneut in den B-Kader und landete in Stams und Trondheim jeweils nur knapp hinter den Punkterängen. Am 27. Dezember 2014 überraschte er die Konkurrenz mit Rang 11 in Engelberg. Im Rahmen der Vierschanzentournee 2014/15 nahm Wohlgenannt an den Qualifikationsspringen in Innsbruck und Bischofshofen teil, verpasste aber den Sprung in den Wettbewerb. In Sapporo sprang er im Continental Cup erstmals als Sechster unter die besten zehn. Nach zwei weiteren Top-20-Platzierungen nahm er an gleicher Stelle wenige Tage später an der Qualifikation für den Skisprung-Weltcup teil. Mit den Plätzen 33 und 39 verpasste er die Punkteränge knapp. Zurück in Europa feierte Wohlgenannt in Zakopane seine ersten beiden Podestplätze im Continental Cup. Nachdem er auch in Brotterode als 15. überzeugte, reiste er mit dem A-Kader zum Skifliegen nach Vikersund. Dort gewann er mit dem 22. Platz seine ersten Weltcup-Punkte. Auch im zweiten Flug-Wettbewerb landete er als 29. in den Punkterängen. Beim Continental Cup in Iron Mountain feierte er wenig später einen weiteren Podestplatz. Die Saison 2014/15 schloss er insgesamt mit drei Top-30-Platzierungen und 14 Punkten auf Platz 67 ab.
Am 17. Dezember 2016 gewann Wohlgenannt in Kuusamo seinen ersten Einzelwettbewerb im Continental-Cup.
Am 27. Februar 2022 erreichte er mit einem vierten Platz in Lahti sein bestes Weltcup-Ergebnis.
Wohlgenannt lebt derzeit in Dornbirn.

## Erfolge

### Weltcupsiege im Team
| Nr. | Datum            | Ort   | Typ         |
| --- | ---------------- | ----- | ----------- |
| 01. | 26. Februar 2022 | Lahti | Großschanze |

### Continental-Cup-Siege im Einzel
| Nr. | Datum             | Ort         | Typ           |
| --- | ----------------- | ----------- | ------------- |
| 01. | 13. Februar 2016  | Zakopane    | Großschanze   |
| 02. | 14. Februar 2016  | Zakopane    | Großschanze   |
| 03. | 17. Dezember 2016 | Kuusamo     | Großschanze   |
| 04. | 29. Dezember 2017 | Engelberg   | Großschanze   |
| 05. | 5. Februar 2021   | Willingen   | Großschanze   |
| 06. | 5. Februar 2021   | Willingen   | Großschanze   |
| 07. | 6. Februar 2021   | Willingen   | Großschanze   |
| 08. | 6. Februar 2021   | Willingen   | Großschanze   |
| 09. | 14. März 2021     | Zakopane    | Großschanze   |
| 10. | 14. März 2021     | Zakopane    | Großschanze   |
| 11. | 5. Dezember 2021  | Zhangjiakou | Großschanze   |
| 12. | 10. Dezember 2021 | Vikersund   | Großschanze   |
| 13. | 15. Jänner 2022   | Oberstdorf  | Großschanze   |
| 14. | 16. Jänner 2022   | Oberstdorf  | Großschanze   |
| 15. | 22. Jänner 2023   | Eisenerz    | Normalschanze |

## Statistik

### Weltcup-Platzierungen
| Saison  | Platz | Punkte |
| ------- | ----- | ------ |
| 2014/15 | 67.   | 014    |
| 2017/18 | 61.   | 009    |
| 2018/19 | 71.   | 003    |
| 2020/21 | 58.   | 017    |
| 2021/22 | 36.   | 133    |
| 2022/23 | 85.   | 001    |

### Grand-Prix-Platzierungen
| Saison | Platz | Punkte |
| ------ | ----- | ------ |
| 2018   | 70.   | 007    |
| 2021   | 56.   | 022    |
| 2022   | 41.   | 033    |
| 2023   | 52.   | 034    |
| 2024   | 16.   | 131    |

### Continental-Cup-Platzierungen
| Saison  | Platz | Punkte |
| ------- | ----- | ------ |
| 2010/11 | 121.  | 0008   |
| 2011/12 | 130.  | 0001   |
| 2013/14 | 084.  | 0067   |
| 2014/15 | 018.  | 0471   |
| 2015/16 | 036.  | 0334   |
| 2016/17 | 056.  | 0169   |
| 2017/18 | 019.  | 0515   |
| 2018/19 | 011.  | 0752   |
| 2019/20 | 008.  | 0685   |
| 2020/21 | 002.  | 0661   |
| 2021/22 | 003.  | 1013   |
| 2022/23 | 023.  | 0396   |
| 2023/24 | 050.  | 0014   |